# Hémicryptophyte
D’après les types biologiques du danois Christen Christiansen Raunkiær, établis en 1934, on appelle hémicryptophytes les plantes vivaces dont les bourgeons persistant durant la mauvaise saison sont situés au niveau du sol. En d'autres termes, leurs parties aériennes meurent entièrement durant la mauvaise saison. Ordinairement, il s'agit de plantes herbacées comme Helminthotheca echioides, Senecio sarracenicus, Angelica archangelica, les primevères…
On subdivise les hémicryptophytes en trois catégories en fonction, cette fois, de leur apparence à la belle saison :
- Les hémicryptophytes cespiteux : forment des touffes de tiges (ex. Holcus lanatus, Nardus stricta)
- Les hémicryptophytes à rosette : présentent une rosette de feuilles basilaires; cas de nombreuses plantes bisannuelles (ex. Oenothera biennis, Digitalis purpurea)
- Les hémicryptophytes grimpants : leurs tiges herbacées s'appuient à un support pour s'élever (ex. Convolvulus arvensis)

L’hémicryptophytaie est une formation végétale caractérisée par la prédominance d’hémicryptophytes.

## Étymologie
Du grec ancien hémi (« demi »), cryptos (« caché ») et phuton (« plante, végétal ») ; lors de la mauvaise saison, les parties vivantes de la plante sont semi-cachées (parties souterraines et bourgeons au ras du sol), alors que les parties aériennes se dessèchent et disparaissent.